# Euploea rotunda
Euploea rotunda är en fjärilsart som beskrevs av Van Eecke 1915. Euploea rotunda ingår i släktet Euploea och familjen praktfjärilar. Inga underarter finns listade i Catalogue of Life.